# Disc (topologia)

Disc.

En topologia, un disc de radi r és una regió del pla delimitada per un cercle. Si la distància és <=  r  es tracta d'un disc tancat i, altrament, si és <  r  es tracta d'un disc obert. La frontera topològica d'un disc és una circumferència. Per dimensions majors a 2, l'n-disc s'anomena bola i la seva frontera és una n-1-hiperesfera.

## Discs oberts i tancats
En topologia, un  disc   D  de radi r  s'anomena  disc obert  quan no inclou els punts de la frontera del disc ( d  < r):
Si el centre està situat en l'origen de coordenades:
{\displaystyle D=\{(x,y)\in \mathbb {R} ^{2}\ :\ x^{2}+y^{2}<r^{2}\}}
Si el centre és al punt (a, b):
{\displaystyle D=\{(x,y)\in {\mathbb {R} ^{2}}:(x-a)^{2}+(y-b)^{2}<r^{2}\}}
Un  disc tancat  és el conjunt de punts que inclou els de la frontera d'aquest disc ( d   < r):
Si el centre està en l'origen de coordenades:
{\displaystyle {\overline {D}}=\{(x,y)\in \mathbb {R} ^{2}\ :\ x^{2}+y^{2}\leq r^{2}\}}
Si el centre és el punt (a, b):
{\displaystyle {\overline {D}}=\{(x,y)\in {\mathbb {R} ^{2}}:(x-a)^{2}+(y-b)^{2}\leq r^{2}\}}
La frontera d'un disc és la circumferència de radi màxim:
{\displaystyle \partial D=\{(x,y)\in \mathbb {R} ^{2}\ :\ x^{2}+y^{2}=r^{2}\}}